# 1964 год в литературе
Список событий, связанный с литературой, произошедших в 1964 году.

## Премии

### Международные
- Нобелевская премия по литературе — Жан-Поль Сартр, «За богатое идеями, пронизанное духом свободы и поисками истины творчество, оказавшее огромное влияние на наше время». (от премии отказался).
- Премия Хьюго за лучший роман — Клиффорд Саймак за научно-фантастический роман «Пересадочная станция» (англ. Way Station).

### СССР
- Ленинская премия в области литературы:
  - Олесь Гонча́р, за роман «Тронка»;
  - Василий Песков, за книгу «Шаги по росе»

### США
- Пулитцеровская премия за художественную книгу — не вручалась.
- Пулитцеровская премия за лучшую драму — не вручалась.
- Пулитцеровская премия за поэзию — Луи Симпсон, «В конце открытой дороги» (англ. At The End Of The Open Road).

### Франция
- Гонкуровская премия — Жорж Контош, «Дикое государство»
- Премия Ренодо — Жан-Пьер Фей, «Шлюз»
- Премия Фемина — Жан Бланза, «Фальсификатор» (фр. Le Faussaire).
- Премия Медичи — Моник Виттиг, «Опопонакс» (фр. L’Opoponax).

## Книги
- «Вехи на пути» (араб. معالم في الطريق‎) — книга исламского мыслителя Сайида Кутба.
- «Праздник, который всегда с тобой» (англ. A Moveable Feast) — автобиография Эрнеста Хемингуэя.
- «Чарли и шоколадная фабрика» (англ. Charlie and the Chocolate Factory) — книга Роальда Даля.

### Романы
- «Берлинские похороны» (англ. Funeral in Berlin) — роман Лена Дейтона.
- «Генерал конфедерации из Биг Сур» (англ. A Confederate General From Big Sur) — роман Ричарда Бротигана.
- «Герцог» (англ. Herzog) — роман Сола Беллоу.
- «Живёшь только дважды» (англ. You Only Live Twice) — роман Яна Флеминга.
- «Июль 41 года» — роман Григория Яковлевича Бакланова.
- «Карибская тайна» (англ. A Caribbean Mystery) — роман Агаты Кристи.
- «Непобедимый» (пол. Niezwyciężony) — роман Станислава Лема.
- «Очень лёгкая смерть» (фр. Une Mort très douce) — роман Симоны де Бовуар.
- «Чужое лицо» (яп.  他人の顔) — роман Кобо Абэ.
- «Шпиль» (англ. The Spire) — роман Уильяма Голдинга.

### Повести
- «Дикая охота короля Стаха» — повесть Владимира Короткевича.
- «Хищные вещи века» — повесть Братьев Стругацких.

### Малая проза
- «Механизмы радости» (англ. The Machineries of Joy) — сборник рассказов Рея Брэдбери.
- «Тринадцатый подвиг Геракла» — рассказ Фазиля Искандера.

## Родились
- 21 января — Евгений Водолазкин, русский писатель.
- 7 марта — Брет Эллис, американский писатель и сценарист.
- 3 мая — Шабьер Мендигурен, баскский писатель.
- 3 июля — Джоанн Харрис, английская писательница.
- 30 августа — Жан-Батист Натама, писатель, поэт, эссеист Буркина-Фасо.
- 9 сентября — Александр Хемон, боснийский и американский писатель.

## Умерли
- 9 января — Халиде Эдиб Адывар, турецкая романистка и суфражистка (родилась в 1882 году).
- 17 января — Теренс Уайт, британский писатель (родился в 1906 году).
- 9 апреля — Нурие Улвие Мевлан Дживелек, турецкая защитница прав женщин, суфражистка, журналистка и основательница первого феминистского женского журнала и организации по защите прав мусульманских женщин в Турции (родилась в 1893 году).
- 1 мая — Эмиль Вахек, чешский писатель (родился в 1889 году).
- 30 июня — Фили Дабо Сиссоко, малийский писатель и поэт (родился в 1900).
- 6 июля – Йон Виня, румынский прозаик и поэт (род. в 1895).
- 11 июля – Сухайли Джавхаризаде, таджикский поэт и писатель (род. в 1900).
- 3 августа — Фланнери О’Коннор, американская писательница (родилась в 1925 году).
- 12 августа — Ян Флеминг, британский писатель (родился в 1908 году).
- 13 сентября –  Лемпи Яаскеляйнен, финская писательница и поэтесса. Лауреат высшей государственной награды Финляндии для деятелей искусств Pro Finlandia (род.1900).
- 30 октября — Владимир Иванович Алатырцев, русский советский поэт (родился в 1908 году).
- 4 ноября — Эсекиель Мартинес Эстрада, аргентинский писатель, поэт (род. в 1895).
- 24 декабря — Бадр Шакир Сайяб, иракский поэт (род. в 1926).